# أين قلبي (مسلسل)
أين قلبي، مسلسل مصري من إنتاج عام 2002، قام ببطولة يسرا وعبلة كامل، كتبه مجدي صابر وأخرجه مجدي أبو عميرة.

## قصة المسلسل
دراما اجتماعية إنسانية رومانسية تتمحور حول علاقة أم "فاتن" بابنيها بعد فقدانها زوجها، حيث تتحمل مسئولية ابنيها ووالدها بالرغم من صراعها مع أقرباء زوجها بسبب الاختلاف الجذري في المبادئ التي تصر "فاتن" على زرعها في ابنيها، وتصر على عدم الزواج مرة أخرى، وفعلاً تنجح الأم في دفع ابنتها "فرح" لتتفوق دراسياً وتصبح من الأوائل، كذلك ينجح ابنها "تامر" في أن يصبح بطل العالم في الكاراتيه. من ناحية أخرى، تجمعها علاقة صداقة قوية بـ"وصال" التي تعينها على متاعب الحياة، و"وصال" نموذج للفتاة الثرية التي تحاول تحقيق أحلامها المؤجلة.
- يسرا: فاتن
- عبلة كامل: وصال
- حسن حسني: مرشدي
- محمود قابيل: خالد
- مي عز الدين: فرح
- هيثم محمد: تامر
- منة شلبي: توحة
- خيرية أحمد: خيرية
- محمد الشقنقيري: سلامة
- رشوان توفيق: فخري (الوالد)
- صفاء الطوخي: نجلاء
- نهال عنبر: نادية
- أحمد دياب: كمال
- توفيق عبد الحميد: رياض
- يوسف داوود: فؤاد
- مها أبو عوف: زيزي
- إحسان القلعاوي: والدة وصال
- محمد إسماعيل: طارق
- ثريا ابراهيم: المهندسة نعيمة
- شوقي شامخ: المهندس مندور
- ياسمين جمال: مُشيرة
- شمس: نعناعة
- سهام جلال: جمالات